# Sahib I Giray
Sahib I Giray (1501—1551) fou kan de Kazan (1521-1524) i de Crimea (1532-1551).
Shah Ali de Kasimov no fou ben rebut a Kazan com a kan (1519) i el 1520 els notables van enviar una ambaixada a Mehmed I Giray de Crimea per demanar que enviés com a kan al seu germà Sahib Giray. Els ambaixadors van tornar a Kazan acompanyats de Sahib que fou proclamat kan (1521) sense trobar resistència. Shah Ali fou detingut junt al voivoda moscovita Karpov i a Basili Yurief, l'enviat del gran príncep; els mercaders russos foren espoliats i molts empresonats però cap fou assassinat; el mateix Sahib va agafar sota la seva protecció al kan deposat i el va deixar marxar poc després a Moscou amb les seves esposes. Mehmed es va preparar per a la reacció russa cridant sota la seva bandera els tàtars de Crimea, els nogais i els cosacs del Dnièper mentre Sahib Giray reunia els de Kazan i el Volga i es reunia amb el seu germà a Kolomna, marxant a la frontera russa. La victòria tàrtara va consolidar a Sahib al tron.
Rússia va tenir una ensopegada però va seguir la seva expansió annexionant el principat de Riazan on el príncep Ivan va proposar el seu enllaç amb la filla de Mehmed Giray; Ivan fou cridat a Moscou i en arribar fou arrestat i el principat declarat annexionat. Els potencials enemics repartits per Rússia. Una sort similar van córrer poc després Basili Shemiakin, príncep de Severski, i Feodor, príncep de Starodub, acabant així els darrers principats de Rússia.
El 1522 Mehmed Giray es va apoderar d'Astracan i directament o a través del seu germà havia tornat a reunir tota l'antiga Horda d'Or. Sahib Giray, al saber l'èxit del seu germà, va fer matar tots els mercaders russos al kanat i l'enviat del gran príncep Basili Yurief. El gran príncep va decidir prendre mesures i va enviar al seu exèrcit a Nijni Nóvgorod, on va arribar l'agost del 1523 i es va dividir en dues seccions: una manada per Shah Ali va anar pel riu i un altre per terra va començar a assolar els territoris enemics. A la vora del riu Sura es va construir una fortalesa de fusta que va rebre el nom de Vasili- Gorod.
El gran príncep no va continuar les operacions que va deixar als seus generals. Mehmed Giray fou assassinat a la seva tenda pels nogais i el seu exèrcit aniquilat i Sahib Giray sabent que l'any següent hauria d'enfrontar als russos es va declarar vassall del sultà de Turquia i li va demanar ajut. El príncep de Mankub, enviat otomà a Moscou, va informar que Kazan havia esdevingut província turca però Rússia no ho va reconèixer, ja que consideraven a Sahib Giray un rebel que no tenia dret a cedir el territori. La primavera del 1524 la guerra es va reprendre altre cop amb els russos en dues seccions, una pel Volga amb Shah Ali al front i una altra per terra (uns 50.000 homes) manada per Khabar Simski. Llavors Sahib Giray va fer portar al seu nebot Safa Giray, de 13 anys, al que va cedir el tron de Kazan i va fugir a Crimea, sota protecció del sultà; després va pelegrinar a la Meca i la tornada era a Constantinoble quan va abdicar Islam Giray i va oferir els seus serveis al Sultà (1532).
Solimà el Magnífic el va nomenar kan de Crimea i el va enviar amb 60 peces d'artilleria i un miler de geníssers i 200 soldats d'infanteria i artillers. Islam Giray fou designat khalgay. Just en aquest temps Safa Giray havia estat expulsat del tron de Kazan i va demanar ajut al seu oncle per recuperar el tron. El 1533 Crimea va atacar Kazan però foren rebutjats per la intervenció russa. El kan va donar la culpa als prínceps i es va distanciar de l'operació; poc després moria Basili III de Moscou (3 de novembre de 1533) i el va succeir el jove Ivan IV el Terrible sota regència de la vídua Elena.
Segimon de Polònia va aprofitar la minoria per intentar recuperar les ciutats que Basili III li havia arrabassat i va incitar al kan a envair Rússia. Sahib va atacar Riazan però fou rebutjat pels prínceps Punkof i Gatef (1534); Segimon pel seu costat també fou derrotat i les forces russes es van acostar a Vilna fins que els lituans es van retirar de Rússia. Mentre a Crimea. Islam Giray, partidari de Rússia, es va revoltar i va prendre el poder efectiu a Sahib Giray i es va refugiar a Kirkor, protegit pels otomans. Això va posar a Islam en mans dels russos. Islam va enviar 20.000 homes contra Lituània per forçar a una pau amb Rússia. El 1535 els lituans i russos es van estar enfrontant i els segons van tenir el suport de 15.000 tàtars. Islam pretenia que actuava en nom de Sahib Giray; els historiadors russos l'acusen d'haver traït a Moscou en ser subornat pels polonesos. Els lituans van ocupar Gomel, Starodub i Pochepa. Mentre els tàtars eren incitats a la revolta per Sahib Girai. Un atac lituà a Ivanogorod al riu Sebeya, a la frontera russa, fou rebutjat i els russos van recuperar Pochepa i Starodub i van construir dues noves ciutats, Zavolochia i Veliya, i va seguir una treva de cinc anys. Islam va informar als russos que el sultà havia decidit fer la guerra a Rússia i els russos li van ordenar assassinar Simeó Belski, un noble rus girat contra el tsar, que instigava a la guerra al sultà, però abans de rebre l'orde Islam fou assassinat en un sobtat atac d'un cap nogai anomenat Baki Beg, aliat de Belski. Un germà de Baki era sogre de Sahib Giray. Però després Sahib va fer matar també a Baki. Ali Beg, el seu germà, pare d l'esposa de Sahib, es va aixecar per revenjar-lo amb 12.000 homes però aquestes forces foren sorpreses en un congost i eliminades. Com a nou khalgay fou nomenat Ahmad Giray, fill de Saadet Giray.
Sahib Girai cínicament va escriure al tsar de la mort d'Islam Giray i oferint la seva amistat a canvi de la pau amb Kazan a lo que els russos van respondre amb cortesia però sense comprometre's. La regent Elena va morir el 3 d'abril de 1538 se sospita que enverinada; el seu amant Telennef fou llavors empresonat i deixat morir de gana i l'autoritat de l'estat va passar a la família Shuiski descendents dels prínceps de Súzdal i als Belski. La rivalitat entre els gran va produir una certa anarquia. Ahmad Giray s'oposava al kan i fou deposat i executat i Sahib Girai va nomenar al seu propi fill Amin Giray. El 1538 va participar en la campanya del sultà a Moldàvia.
El 1541 l'enviat de Moscou Alexandre Kashin era a Crimea i Tajaldi, enviat del kan, a Mosocu, i semblava preparar-se un acord de pau, el que no va impedir que a la primavera els tàtars ataquessin les fronteres russes. Simeon Belski va actuar com el seu guia. Els russos van preparar la resistència a Kolomna i a Vladímir; els tàtars van creuar el Don i van atacar Zaraisk que va resistir, però els tàtars van dominar les muntanyes de la zona de l'Oka que van intentar creuar amb cobertura de l'artilleria otomans però els russos ho van poder impedir i van fer alguns presoners turcs. Els tàtars es van retirar cap a Pronsk que van assetjar però un exèrcit rus de rescat els va fer aixecar el setge; un príncep que va quedar enrere saquejant fou derrotat al districte d'Odoev. Ivan Belski havia influït decisivament al poder a Moscou però ara fou empresonat (junt amb el metropolità) per la facció dels nobles encapçalada per Ivan Shuiski, i executat poc després.
El 1542 Amin Giray, oficialment contra les ordes del pare Sahib Giray, va atacar Seversk i Riazan però fou derrotat a la plana de Kutikof, i expulsat cap al riu Mecha. A Moscou l'arrogància dels Shuiski creixia; el jove gran príncep era tractat de manera poc digna i el seu favorit Votonzof fou assassinat. Ivan volia ja exercir el poder per a si mateix i es va formar una conspiració contra Shiski dirigida pels Glinski, oncles d'Ivan. Shuiski fou enderrocat i el seu cap Andreu Shuiski, destroçat per gossos al carrer; van seguir execucions, proscripcions, i abusos. Ivan fou coronat en una gran cerimònia el 16 de gener de 1547 i definitivament els sobirans de Rússia van passar a titular-se tsar. En aquest temps va caure la gran campana de Moscou i va seguir el gran incendi de la ciutat. Poc després va esclatar una revolta popular contra els Glisnki que va matar a l'oncle del tsar i molts dels seus partidaris i va portar una època de terror. Afortunadament el monjo Silvestre va aconseguir influir en la ment d'Ivan i durant un temps foren prudents sacerdots i hàbils boiars els que van dirigir l'estat i l'anarquia es va acabar. Es va dictar una amnistia, es va ajudar els pobres i es van establir lleis.
El 1543 Amin Giray va ser enviar a ajudar al sultà a la seva campanya d'Hongria i va participar en el setge de Stulhweissenburgh. El 1544 els tàtars van assolar els districte d'Odoev i Bielev. El 1549 Sahib va conquerir Astracan on va nomenar kan Devlet I Giray i fou reconegut com a sobirà dels nogais, rebent tribut del kabardins i els kaytaks del Caucas. El 1551 amenaçava a Moscou amb una guerra si no enviava regals valuosos que mostressin el seu desig d'amistat.
Fins llavors les quatre tribus dels Shirin, Barin, Aighin i Quiptxaq conegudes com a Durt-Karaju, gaudien de la més alta posició a l'Horda; Sahib Giray va elevar al mateix rang a la tribu Sijewit per recompensar el suport de Baki Beg, un dels caps de la subtribu Mansur, per haver matat a Islam Giray, i li va cedir la tribu d'Atai Khoja i un rang per sobre de tots els caps. Va anar a Circàssia i fou allotjat per un cap a Kaffa; va donar algunes ordes als sipahis (mercenaris turcs) que es van molestar i van contestar que obeïen només al sultà. Aquest incident fou aprofitat pel gran visir Rustem Pasha, que era un vell enemic de Sahib de quan estava a Constantinoble, que el va acusar de voler apoderar-se de Kaffa (que no era part del kanat sinó domini directe de la Porta otomana). Mentre va morir Safa Girai de Kazan i va deixar dos fills Bulukh i Mubarak que eren a Crimea; una delegació de Kazan va anar a oferir el tron a Bulukh però Sahib Giray els va fer empresonar a Akkerman per algun greuja. En aquest temps Devlet I Giray, fill de Mubarek, fill de Mengli Giray, vivia a Constantinoble com a ostatge. El seu oncle, considerant la seva presència perillosa li va oferir al Kanat d'Astracan però en secret el gran visir Damat Rüstem Pasha li va prometre afegir el de Crimea (1550). El 1551 Ali Mirza, un dels caps principals dels nogais, planejava envair Crimea. Sahib se'n va assabentar, el va atacar i derrotar.
Sahib Giray va rebre orde d'atacar els circassians, especialment a la rebel tribu dels shan; el kan va deixar al seu fill Amin Giray al front, a Fehrkerman, amb 12.000 homes i va marxar contra Yaya que devia ser el kan circassià. Mentre Devlet Giray que no es va poder sostenir a Astracan, va arribar a Akkerman i d'allí al port de Koslov i cap a Baghchi-Sarai, alliberant als dos prínceps de Kazan; Amin va marxar contra ell però fou derrotat al riu Alma i les seves forces es van passar a Devlet. Amin es va retirar a Sukan-Bazar, seu dels khalgays. Quan això es va saber entre l'exèrcit de Sahib, les seves forces es van dispersar i va entrar a Temruk acompanyat dels geníssers (1452). El governador li va mostrar el firman del sultà (preparat pel gran visir) que nomenava a Devlet com a kan i li va demanar abandonar la ciutat; no obstant va romandre allí fins a l'arribada de Bulukh Giray, que el va fer matar (1553). Fou enterrat a Salajik prop de Baghchi-Serai.